# 대한민국 형법 제208조
대한민국 형법 제208조는 위조통화의 취득에 관한 형법 각칙의 조문이다. 외국인이 한국 밖에서 이 범죄를 저지르더라도 예외적으로 처벌하고 있다

## 조문
제208조 【위조통화의 취득】
행사할 목적으로 위조 또는 변조한 제207조 기재의 통화를 취득한 자는 5년 이하의 징역 또는 1천500만원 이하의 벌금에 처한다.

- 형법 제208조의 미수범은 처벌한다. (→형법 제212조)

## 판례
1. ↑  대한민국 형법 제5조(외국인의 국외범)